# Stefan Baron
Stefan Baron (* 6. Februar 1948 in Dahn) ist ein deutscher Journalist und Buchautor. Er war bis Mai 2012 Kommunikationschef der Deutschen Bank. Vorher war er Chefredakteur der WirtschaftsWoche. Bis Frühjahr 2024 war er Kolumnist in der Schweizer Weltwoche. Heute ist Baron als Buchautor tätig.

## Leben

### Studium
Baron besuchte in Dahn das humanistische Otfried-von-Weißenburg-Gymnasium. Nach dem Abitur absolvierte er den Grundwehrdienst im Pressestab des Kommandierenden Generals beim III. Korps in Koblenz. Danach studierte er von 1969 bis 1975 in Köln und am Institut d’études politiques in Paris Volkswirtschaftslehre, Politologie und Sozialpsychologie und schloss das Studium mit dem Diplom in Köln ab.
Anschließend ging Baron für ein Praktikum der empirischen Sozialforschung zu Rehabilitation Program Services, Seal Beach (Kalifornien). Von 1976 bis 1978 war er wissenschaftlicher Mitarbeiter in der Abteilung Entwicklungsländer am Institut für Weltwirtschaft in Kiel.

### Berufsleben
Danach begann er seine journalistische Berufslaufbahn als Redakteur im Politikressort der WirtschaftsWoche.
Von 1982 bis 1989 arbeitete er für den Spiegel zunächst als Unternehmensredakteur in der Zentrale in Hamburg, dann als internationaler Finanzkorrespondent mit Sitz in Frankfurt am Main.
1990 kehrte Baron als stellvertretender Chefredakteur zur WirtschaftsWoche zurück. Ein Jahr später wurde er Ko-Chefredakteur, ab 1995 war er alleiniger Chefredakteur des Magazins. Daneben fungierte Baron als Herausgeber des Lifestyle-Magazins fivetonine, das er 2004 als Gründungschefredakteur ins Leben rief.
Zum 1. Juni 2007 wechselte Baron als Kommunikationschef zur Deutschen Bank. Im Range eines Managing Directors und als enger Mitarbeiter von Bankchef Josef Ackermann verantwortete er dort die weltweite Kommunikation und Markenführung des Finanzinstituts sowie dessen Aktivitäten im Bereich Corporate Social Responsibility. Baron verließ die Bank 2012 zusammen mit Ackermann. 2013 veröffentlichte er das Buch Späte Reue: Josef Ackermann – eine Nahaufnahme, das kurzzeitig auf der Spiegel-Bestsellerliste stand. Im darauffolgenden Jahr erschien das Buch unter dem Titel Late Remorse – Joe Ackermann, Deutsche Bank and the Financial Crisis. An Inside Report auch in englischer Sprache.  Im Jahr 2021 veröffentlichte er den Titel „Ami go home! Eine Neuvermessung der Welt“.  Von Anfang 2023 bis Anfang 2024 war Baron fester Kolumnist des Schweizer Magazins Weltwoche.

## Auszeichnungen
Stefan Baron ist Träger des Scheffelpreises, der Friedrich-List-Medaille (in Gold) und des Ludwig-Erhard-Preises für Wirtschaftspublizistik. 2009, nach Ausbruch der Finanzkrise, wurde er als erster Kommunikationschef aus der Finanzbranche zum PR-Manager des Jahres gewählt. 2017 wurde er von den Branchenmedien Wirtschaftsjournalist und Medium-Magazin für sein Lebenswerk als Journalist des Jahres 2016 ausgezeichnet.
Baron ist Autor bzw. Herausgeber zahlreicher Bücher. Neben den oben genannten Titeln zählen dazu Die Informationsgesellschaft im neuen Jahrtausend, Kreative Zerstörer – 100 deutsche Gründerporträts, Internationale Rohstoffpolitik, Wege aus dem Steuerchaos und Die Entscheidung – Nachdenken über Deutschland. 2018 veröffentlichte er zusammen mit seiner Frau Guangyan Yin-Baron das Buch Die Chinesen – Psychogramm einer Weltmacht, für das beide auf der Frankfurter Buchmesse den „Deutschen Wirtschaftsbuchpreis des Jahres“ erhielten.
Baron gehörte bis 2012 ein Jahrzehnt lang dem Board of Trustees des American Institute for Contemporary German Studies in Washington D.C. an und war Mitglied des ersten Deutsch-Chinesischen Dialogforums sowie in seiner Zeit als Journalist der World Media Leaders beim World Economic Forum (WEF).

## Jüngste Veröffentlichungen
- Ami go home! Eine Neuvermessung der Welt. Econ, Berlin 2021, ISBN 978-3-430-21028-7.
- Die  Chinesen. Psychogramm einer Weltmacht. Econ, Berlin 2018
- Späte Reue. Josef Ackermann – eine Nahaufnahme. Econ. Berlin 2013